# Boris Petrushansky
Boris Vsevolodovič Petrushansky (* 1949 in Moskau, Sowjetunion) ist ein in Italien eingebürgerter Pianist und Hochschullehrer.

## Leben
Petrushansky ist der letzte Pianist, der von Heinrich Neuhaus am Moskauer Konservatorium im Fach Piano ausgebildet wurde. 1969 belegte er den vierten Platz bei der dritten Leeds International Piano Competition, die von Radu Lupu gewonnen wurde. 1975 wurde er Sieger des zehnten Concorso pianistico «Alessandro Casagrande» in Terni, Italien. Seit 1975 war er Solo-Pianist beim Festival dei Due Mondi in Spoleto, beim Maggio Musicale Fiorentino oder dem Festival Pianistico Internazionale di Brescia e Bergamo und spielte mit den Sankt Petersburger Philharmonikern, der Staatskapelle Berlin und dem Philharmonischen Orchester Moskau.
Nach dem Ende der Sowjetunion ließ Petrushansky sich in Italien nieder. Dort arbeitet er bis heute an der Accademia pianistica internazionale «Incontri col Maestro» in Imola. Dort zählten zu seinen Schülern unter anderem Roberto Prosseda, Fanny Azzuro, Olga Kern, Michail Lifits, Kiryl Keduk, Sofya Gulyak, Aleksandra Mikulska und Federico Colli. Ferner spielte er unter den Dirigenten Waleri Abissalowitsch Gergijew und Roberto Abbado und begleitete die Geiger Leonid Borissowitsch Kogan und Igor Dawidowitsch Oistrach, den Cellisten Mischa Maisky oder auch die Sopranistin Cecilia Gasdia.